# Ilija Petković
Ilija Petković (srbskou cyrilicí Илија Петковић; 22. září 1945 Knin – 27. června 2020 Bělehrad) byl jugoslávský fotbalista srbské národnosti, pravé křídlo nebo pravý záložník. Po skončení aktivní kariéry působil jako trenér. Zemřel na covid-19.

## Fotbalová kariéra
Hrál v jugoslávské lize za OFK Bělehrad (1967–1973) a (1976–1983) a ve francouzské lize za Troyes AC. V Poháru UEFA nastoupil v 16 utkáních a dal 2 góly. S OFK Bělehrad vyhrál v roce 1966 jugoslávský pohár. Na Mistrovství světa ve fotbale 1974 byl členem jugoslávské reprezentace, nastoupil v 5 utkáních a dal 1 gól. Byl i členem stříbrné jugoslávské reprezentace na Mistrovství Evropy ve fotbale 1968, nastoupil ve 2 utkáních, celkem za reprezentaci Jugoslávie nastoupil ve 43 utkáních a dal 6 gólů.

## Ligová bilance
| Ročník                          | Zápasy | Góly | Klub         |
| ------------------------------- | ------ | ---- | ------------ |
| Jugoslávská Prva liga 1964/1965 | 7      | 1    | OFK Bělehrad |
| Jugoslávská Prva liga 1965/1966 | 4      | 1    | OFK Bělehrad |
| Jugoslávská Prva liga 1966/1967 | 26     | 6    | OFK Bělehrad |
| Jugoslávská Prva liga 1967/1968 | 27     | 3    | OFK Bělehrad |
| Jugoslávská Prva liga 1968/1969 | 24     | 2    | OFK Bělehrad |
| Jugoslávská Prva liga 1969/1970 | 30     | 7    | OFK Bělehrad |
| Jugoslávská Prva liga 1970/1971 | 31     | 5    | OFK Bělehrad |
| Jugoslávská Prva liga 1971/1972 | 33     | 4    | OFK Bělehrad |
| Jugoslávská Prva liga 1972/1973 | 30     | 8    | OFK Bělehrad |
| Ligue 1 1973/1974               | 36     | 2    | Troyes AC    |
| Ligue 1 1974/1975               | 37     | 2    | Troyes AC    |
| Ligue 1 1975/1976               | 37     | 3    | Troyes AC    |
| Ligue 1 1976/1977               | 12     | 0    | Troyes AC    |
| Jugoslávská Prva liga 1976/1977 | 19     | 3    | OFK Bělehrad |
| Jugoslávská Prva liga 1977/1978 | 33     | 0    | OFK Bělehrad |
| Jugoslávská Prva liga 1978/1979 | 30     | 2    | OFK Bělehrad |
| 2. jugoslávská liga 1979/80     | 29     | 4    | OFK Bělehrad |
| Jugoslávská Prva liga 1980/1981 | 30     | 4    | OFK Bělehrad |
| Jugoslávská Prva liga 1981/1982 | 20     | 4    | OFK Bělehrad |
| Jugoslávská Prva liga 1982/1983 | 10     | 0    | OFK Bělehrad |
| CELKEM                          | 505    | 61   |              |

## Trenérská kariéra
Byl dvakrát trenérem reprezentace Srbska a Černé Hory. Na klubové úrovni trénoval OFK Bělehrad, Servette Ženeva, Avispa Fukuoka, Aris Soluň, Incheon United, Al Ahlí Dohá a Gyeongnam FC.